# Vendelinus (cràter)
Vendelinus és un antic cràter d'impacte de la Lluna situat en la vora oriental de la Mare Fœcunditatis. Al nord de Vendelinus es troba el prominent cràter Langrenus, mentre que a al sud-est apareix Petavius, formant una cadena de destacats cràters prop de la vora oriental de la mar lunar. Per la seva ubicació, el cràter sembla allargat causa de l'escorç quan es veu des de la Terra.

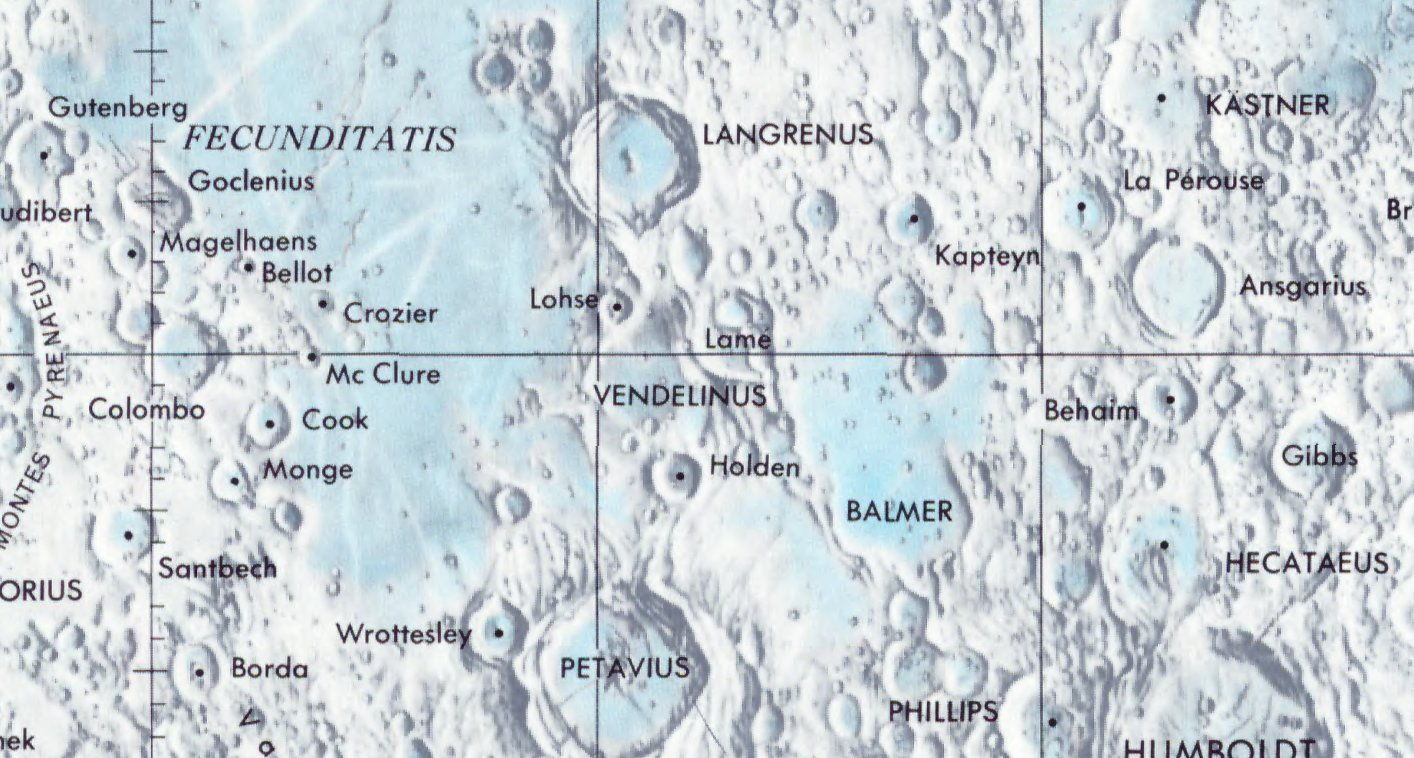
Localització de Vendelinus (centre de la imatge)
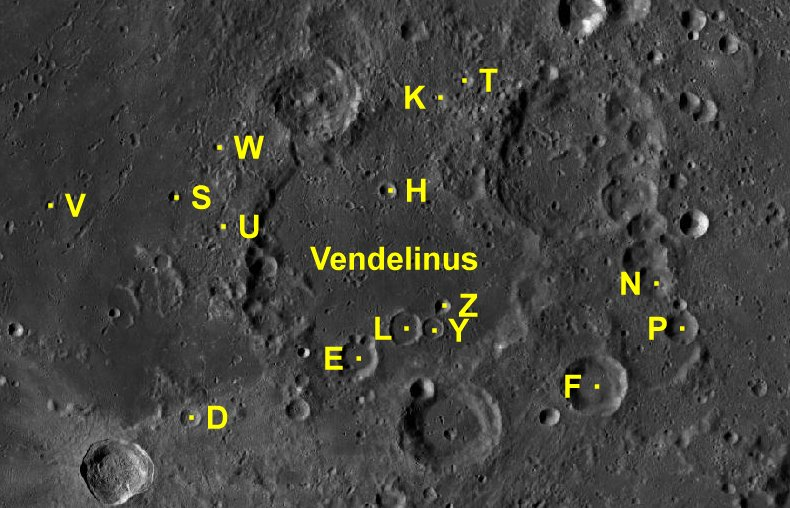
Cràters satèl·lit
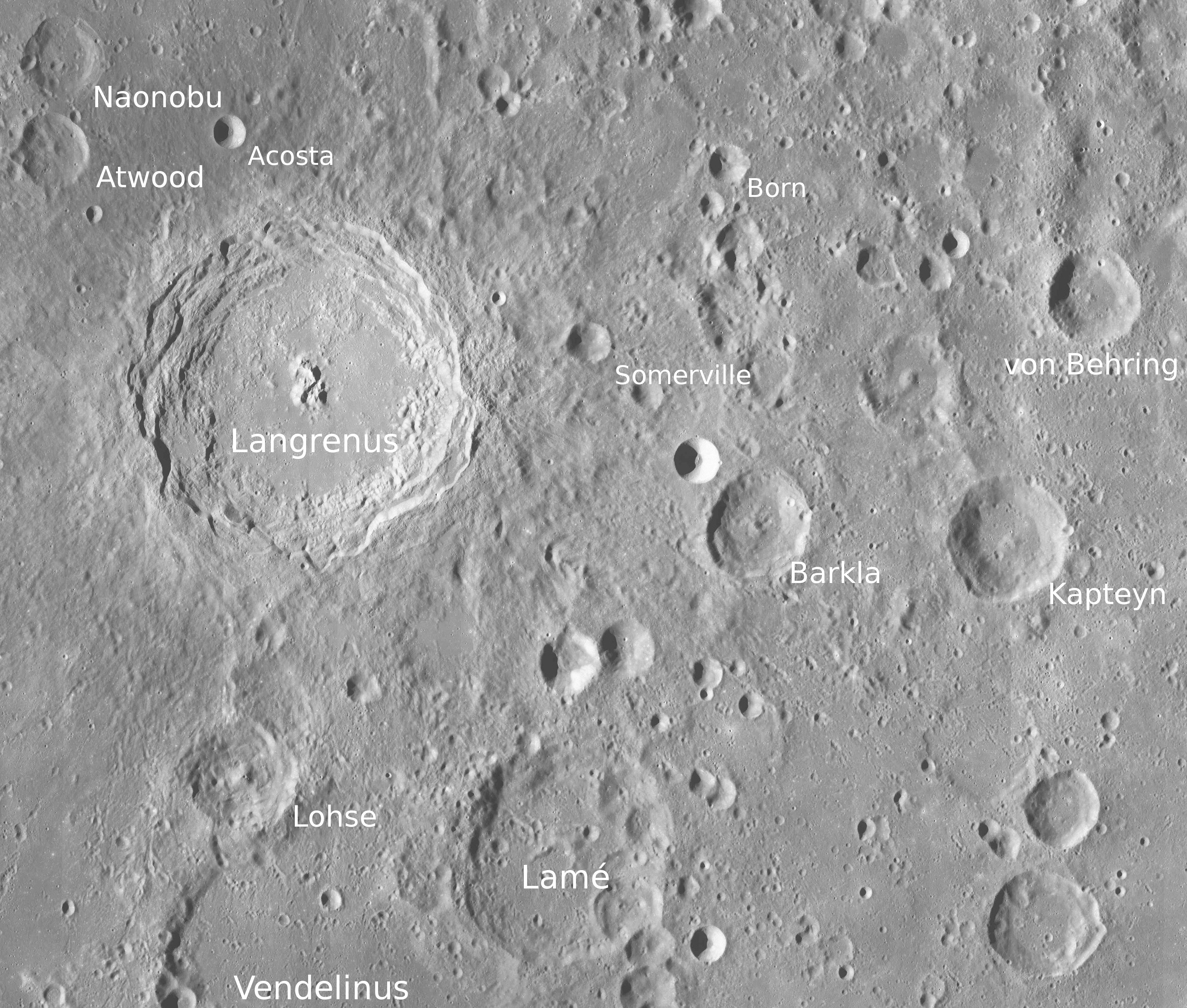
Rodalies de Vendelinus (fotografia del LRO)

Porta el nom de l'astrònom flamenc Govaert Wendelen, que li va ser assignat en 1651 per Giovanni Riccioli. Aquest nom va ser aprovat per Unió Astronòmica Internacional el 1935.

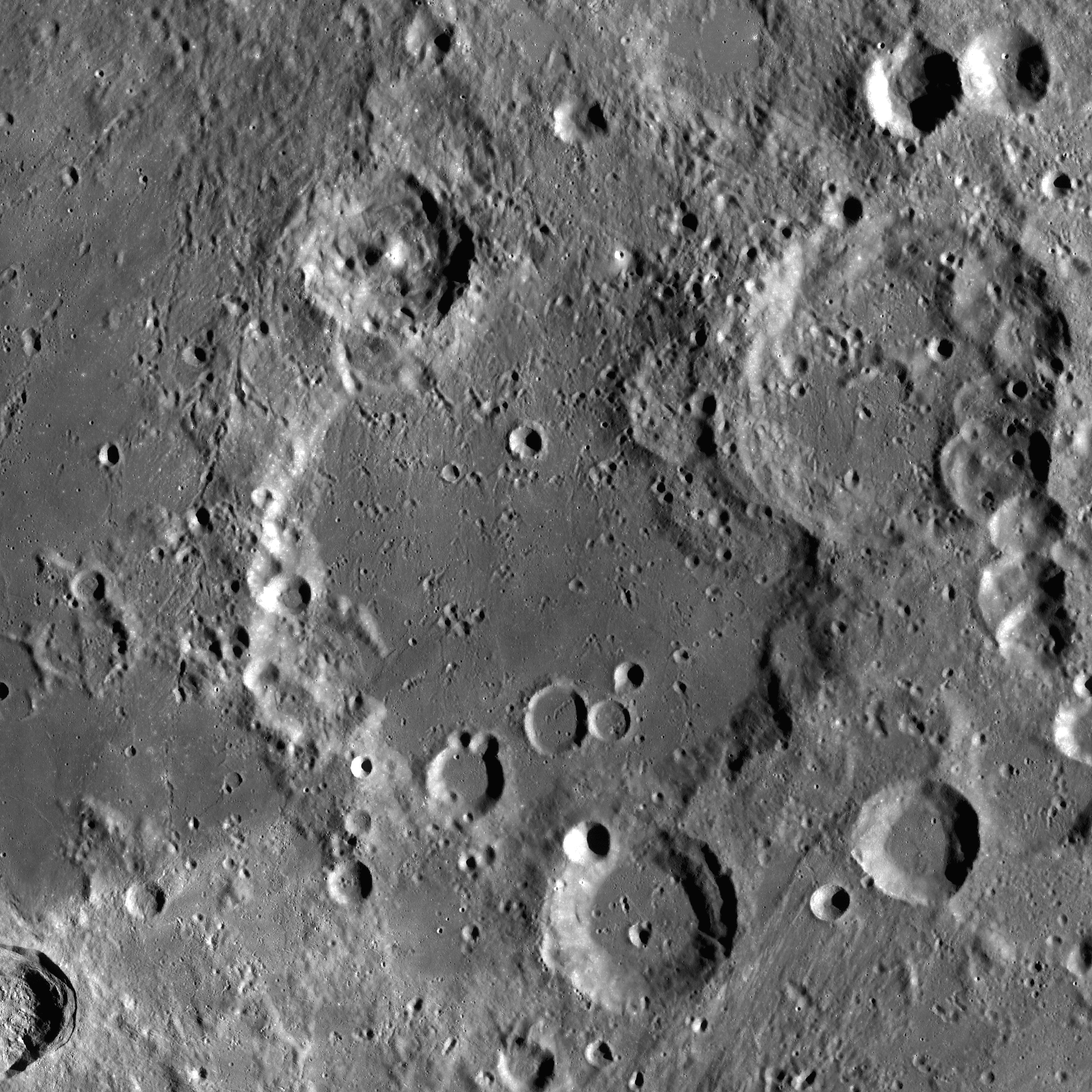
Cràter Vendelinus. Els cràters més petits a la seva vora són Lohse (al nord-oest), Lamé (al nord-est) i Holden (al sud). La mida de la imatge és de 270 × 270 km (fotografia del LRO)
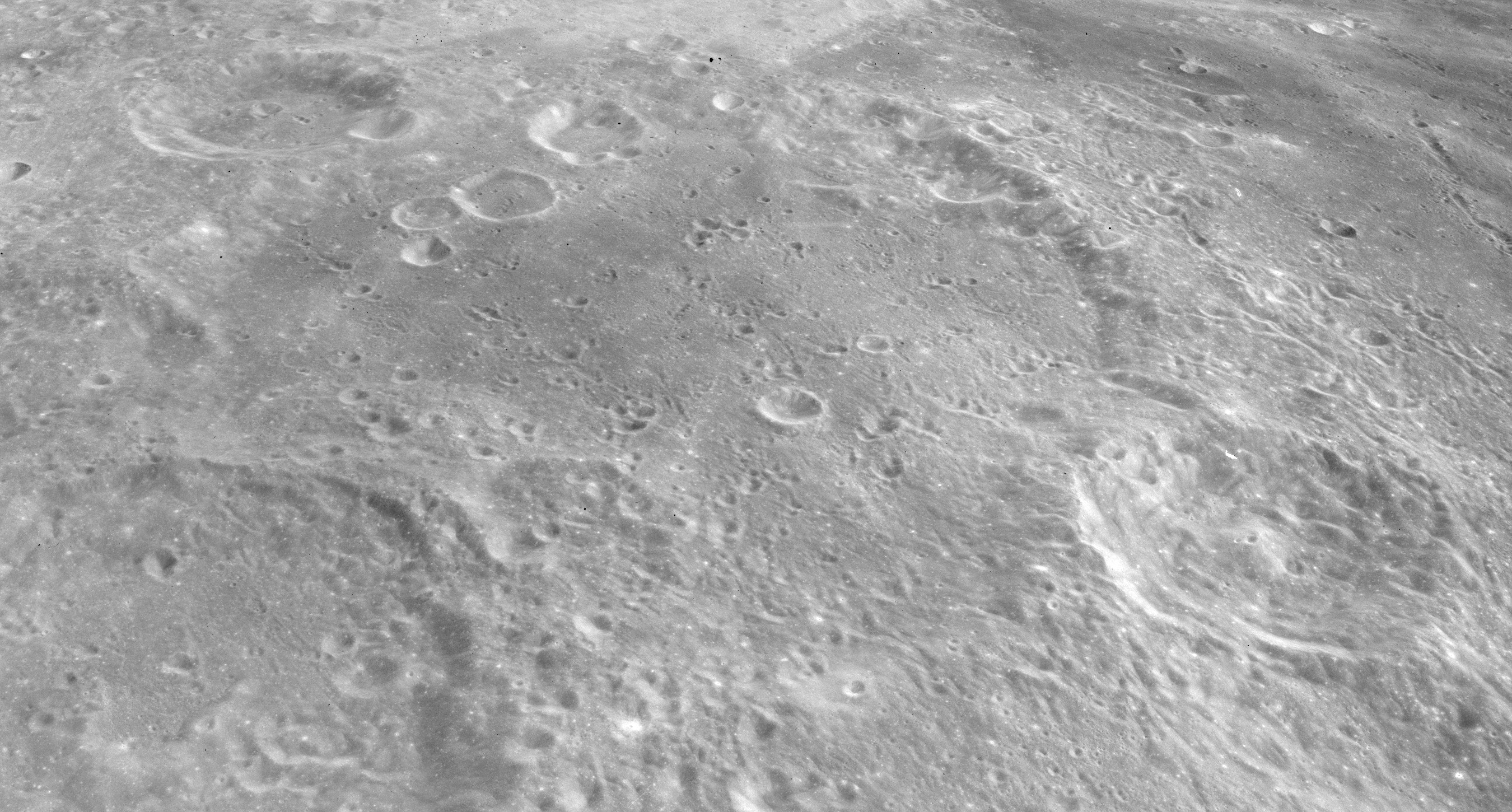
Fotografia de l'Apollo 15

El cràter està molt desgastat. Superposat per nombrosos impactes, això fa que sigui difícil d'identificar-lo, excepte amb angles de llum solar baixos. La vora irregular està interromput en diversos llocs per cràters solapats. El més prominent d'aquests buits és la bretxa existent en la paret de nord-est del cràter Lamé, solapat sobre Vendelinus. El cràter Lohse, més petit, se superposa sobre la vora al nord-oest, i a l'extrem sud la paret del cràter s'uneix a Holden.
El sòl de Vendelinus és pla i està cobert per un flux fosc de lava (l'astrònom britànic Thomas William Webb (1807-1885) va observar que es podia veure una zona fosca al sòl d'aquest cràter durant el pleniluni). No té un pic central, però inclou múltiples cràters d'impacte de diverses dimensions. Alguns d'ells són impactes secundaris de Langrenus, i mostren una forma allargades. Les rampes exteriors de Lamé formen una elevació sobre el sòl de la banda nord-est.

## Cràters satèl·lit
Per convenció aquests elements són identificats en els mapes lunars posant la lletra en el costat del punt central del cràter que està més proper a Vendelinus.
| Vendelinus | Coordenades                            | Diàmetre |
| Vendelinus | Coordenadas                            | Diámetro |
| ---------- | -------------------------------------- | -------- |
| D          | 19° 03′ S, 58° 14′ E / 19.05°S,58.24°E | 10 km    |
| E          | 18° 05′ S, 61° 01′ E / 18.08°S,61.02°E | 20 km    |
| F          | 18° 29′ S, 64° 55′ E / 18.49°S,64.92°E | 32 km    |
| H          | 15° 18′ S, 61° 30′ E / 15.30°S,61.50°E | 8 km     |
| K          | 13° 49′ S, 62° 26′ E / 13.82°S,62.44°E | 9 km     |
| L          | 17° 34′ S, 61° 47′ E / 17.56°S,61.79°E | 17 km    |
| N          | 16° 49′ S, 65° 52′ E / 16.82°S,65.87°E | 17 km    |
| P          | 17° 34′ S, 66° 20′ E / 17.56°S,66.33°E | 16 km    |
| S          | 15° 24′ S, 57° 59′ E / 15.40°S,57.98°E | 6 km     |
| T          | 13° 29′ S, 62° 48′ E / 13.49°S,62.80°E | 6 km     |
| U          | 15° 55′ S, 58° 44′ E / 15.91°S,58.73°E | 5 km     |
| V          | 15° 33′ S, 55° 55′ E / 15.55°S,55.92°E | 6 km     |
| W          | 14° 35′ S, 58° 42′ E / 14.59°S,58.70°E | 5 km     |
| Y          | 17° 35′ S, 62° 14′ E / 17.58°S,62.24°E | 11 km    |
| Z          | 17° 12′ S, 62° 25′ E / 17.20°S,62.41°E | 7 km     |

El següent cràter ha estat reanomenat per la UAI:
- Vendelinus C - Vegeu Lamé (cràter).